# Marina Llansana i Rosich
Marina Llansana i Rosich   (Igualada, 28 de juny de 1976) és una filòloga, periodista i política catalana d'Esquerra Republicana de Catalunya (ERC). Ha estat diputada al Parlament de Catalunya des de l'any 2003 fins al 2010, i portaveu d'ERC entre el 2004 i el 2008.

## Biografia
Llicenciada en Filologia Catalana per la Universitat Autònoma de Barcelona (1998) i llicenciada en Periodisme per la Universitat Pompeu Fabra (2002). Una beca Erasmus li va permetre fer estudis de llengua occitana a la Universitat de Tolosa (1997).
Ha fet crítica literària al diari Avui i ha estat redactora del diari Regió 7. El 1999 es va incorporar a Catalunya Cultura, l'emissora cultural de Catalunya Ràdio. Ha realitzat programes culturals com Verdaguer a peu –amb motiu de l'Any Verdaguer- i Cercavila, un programa de cultura popular i tradicional dels Països Catalans.
Ha fet de guionista en programes realitzats, entre d'altres, per Gaspar Hernàndez i Jordi Llavina. Ha format part de l'equip de dramatúrgia de la companyia de teatre musical El Musical més petit, amb qui va estrenar l'any 2002 l'obra Molt soroll per Shakespeare.
Col·labora habitualment amb el diari Ara, que es començà a distribuir el 28 novembre de 2010.
El 2011 va anar a viure una temporada a Nova York. El 2015 es va incorporar a la junta d'Òmnium Cultural sota la presidència de Jordi Cuixart.

## Trajectòria cívica
Ha format part de diferents entitats culturals de l'Anoia, com l'Associació Anoienca d'Ajut a l'Universitari (AAAU), la coral juvenil Xalest, el Col·lectiu Propatgesses i el Consell Municipal de Joves d'Igualada.
És membre de la colla castellera Moixiganguers d'Igualada des de la seva fundació, i en el camp de l'educació en el lleure ha estat responsable de la coral infantil Els Verdums i de l'escola Àuria.
És patrona de la Fundació Reeixida de suport a la llengua catalana.

## Trajectòria política
Va ocupar llocs destacats a les llistes de les eleccions municipals d'Igualada els anys 1999 i 2003.
Fou escollida diputada al Parlament de Catalunya en les eleccions de 2003 i de 2006.
Considerada propera a Josep-Lluís Carod-Rovira, fou portaveu del partit independentista del 2004 al 2008.